# Yes Tor
Yes Tor är ett berg i Storbritannien.   Det ligger i grevskapet Devon och riksdelen England, i den södra delen av landet, 290 km väster om huvudstaden London. Toppen på Yes Tor är 619 meter över havet.
Terrängen runt Yes Tor är huvudsakligen kuperad, men åt nordväst är den platt. Yes Tor är den högsta punkten i trakten. Runt Yes Tor är det ganska glesbefolkat, med 43 invånare per kvadratkilometer. Närmaste större samhälle är Okehampton, 6,2 km norr om Yes Tor. Trakten runt Yes Tor består i huvudsak av gräsmarker.